# Anomastraea irregularis
Anomastraea irregularis is een rifkoralensoort uit de familie van de Coscinaraeidae. De wetenschappelijke naam van de soort is voor het eerst geldig gepubliceerd in 1901 door Von Marenzeller.